# Филюта, Александр
Алекса́ндр Филю́та (род. 1971, Ленинград) — немецкий литературный переводчик (с немецкого языка на русский, с русского на немецкий),  двуязычный поэт (с определенного времени собственных стихов не пишет), куратор.

## Биография
Александр Филюта родился в 1971 году в Ленинграде.
Изучал немецкую и русскую филологию в Санкт-Петербурге, окончил Берлинский университет имени Гумбольдта. Живёт в Берлине.
Как переводчик и куратор работает главным образом с авторами Восточной Европы. Модератор и соучредитель серии мероприятий Lyrik im Ausland (Клуб Аусланд, Берлин). Курировал проект Lyrik im Ausland с 2010-го по 2017 год, в дальнейшем вел проект auslandSPRACHEN. Один из инициаторов и куратор серии мероприятий WOSTOK Содружества русскоязычных литераторов Германии (СЛоГ) совместно с auslandSPRACHEN.
Совместно с Дмитрием Драгилёвым и Томом Шульцем был куратором фестиваля Das Minus-Schiff — Literatur in dystopischen Zeiten, проведённого Содружеством русскоязычных литераторов Германии в 2022 году в Literaturhaus Berlin.
В 2004-11 гг. выступал также как двуязычный (русский и немецкий языки) поэт. В этом качестве был близок к берлинской литературной группе «Запад наперёд», но никогда в неё не входил. Публиковался в журналах Poet (Poetenladen/Berlin), Randnummer (Гамбург), «Другое полушарие» (Россия/Германия), «Журнал поэтов» (Москва), «Трамвай» (Новосибирск), «Поэты Моабита» (Берлин), Gegner (Берлин), «Берлин.Берега». Осуществил переводы произведений многих поэтов, с русского языка на немецкий, включая стихи Василия Кандинского, которые благодаря А.Филюте были опубликованы отдельным изданием в 2016 г. в Берлине. 
Живёт в Берлине.

## Участие в творческих и общественных организациях
- Член (с 2017), секретарь, член правления Содружества русскоязычных литераторов Германии (СЛоГ)